# Adrian Breitlauch
Adrian Breitlauch (* 14. September 1993) ist ein deutscher Basketballspieler auf der Position des Aufbau- und Flügelspielers. Er misst 1,93 Meter.

## Spielerlaufbahn
Nachdem er zuvor Fußball betrieben hatte, spielte Breitlauch ab dem 14. Lebensjahr Basketball in der Jugendabteilung der BSG Bremerhaven und wurde 2012 mit der U19-Mannschaft der Eisbären Bremerhaven Vizemeister in der Nachwuchs-Basketball-Bundesliga. Er sammelte zudem erste Erfahrungen im Herrenbereich in der 2. Regionalliga-Mannschaft der BSG.
Zur Saison 2012/13 wechselte Breitlauch zum Regionalligisten Itzehoe Eagles und wurde in seiner Debütsaison vom Internetportal eurobasket.com als bester Neuling der 1. Regionalliga Nord ausgezeichnet. 2014 gelang ihm mit Itzehoe der Aufstieg in die drittklassige 2. Bundesliga ProB. In der Saison 2015/16 wurde er von eurobasket.com zum besten einheimischen Spieler der ProB gekürt. In 24 Einsätzen für die Itzehoer hatte er in jener Saison im Durchschnitt 14,4 Punkte sowie 5,1 Rebounds, 2,5 Korbvorlagen und zwei Ballgewinne verbucht.
Im Juli 2016 unterzeichnete Breitlauch einen Einjahresvertrag bei den Eisbären Bremerhaven aus der Basketball-Bundesliga. Nach abgeschlossenem BWL-Studium vollzog er somit den Schritt ins Profitum. In der Saison 2018/19 stieg er mit den Eisbären aus der Bundesliga ab, er bestritt für die Mannschaft im Verlauf des Spieljahres 33 Ligaspiele und verbuchte 4,3 Punkte je Partie. In der Mitte März 2020 wegen der Ausbreitung des Coronavirus SARS-CoV-2 vorzeitig beendeten Zweitligasaison 19/20 stand er zum Zeitpunkt des vorzeitigen Endes mit den Eisbären auf dem zweiten Tabellenrang. Man erhielt deshalb das sportliche Aufstiegsrecht in die Bundesliga zugesprochen. Breitlauch hatte im Saisonverlauf im Schnitt 10,1 Punkte für die Eisbären erzielt. In der Sommerpause 2020 wechselte er innerhalb der zweiten Liga zu den Artland Dragons nach Quakenbrück. Wegen einer Herzmuskelentzündung fiel er ab Februar 2022 monatelang aus. Seine Rückkehr in den Wettkampfsport beging Breitlauch im Juni 2022 in Ruanda, wohin er durch die Teilnahme an einem Sozialprojekt gekommen war. Er spielte in der Hauptstadt Kigali für die Mannschaft Tigers BBC. Im Oktober 2022 strahlte der Norddeutsche Rundfunk einen rund halbstündigen Fernsehbeitrag über Breitlauchs Zeit in Ruanda aus.
Zur Saison 2022/23 kehrte er zu den Eisbären Bremerhaven (2. Bundesliga ProA) zurück. Am 29. Dezember 2024 bestritt Breitlauch beim 71:69-Sieg gegen den BBC Bayreuth sein 200. Spiel im Trikot der Bremerhavener.